# Списак епизода серије Тунел
Тунел је српска телевизијска серија која је премијерно почела са емитовањем 11. новембра 2023. године на каналу Суперстар ТВ. 

## Преглед
| Сезона | Сезона | Епизоде | Епизоде | Оригинално емитовање | Оригинално емитовање | Оригинално емитовање |
| Сезона | Сезона | Епизоде | Епизоде | Премијера            | Финале               | Мрежа                |
| ------ | ------ | ------- | ------- | -------------------- | -------------------- | -------------------- |
|        | 1.     | 12      | 12      | 11. новембар 2023.   | 17. децембар 2023.   | Суперстар ТВ         |
|        | 2.     | 12      | 12      | 2026.                | 2026.                | Суперстар ТВ         |

## Епизоде

### 1. сезона (2023)
| Бр. еп. (укупно) | Бр. еп. (у сезони) | Наслов                                  | Редитељ                         | Сценариста                       | Премијера          |
| ---------------- | ------------------ | --------------------------------------- | ------------------------------- | -------------------------------- | ------------------ |
| 1                | 1                  | Злокућани                               | Петар Ристовски                 | Владимир Ћосић и Петар Ристовски | 11. новембар 2023. |
| 2                | 2                  | Јутарњи програм                         | Петар Ристовски                 | Владимир Ћосић и Петар Ристовски | 12. новембар 2023. |
| 3                | 3                  | Самурај                                 | Петар Ристовски                 | Владимир Ћосић и Петар Ристовски | 18. новембар 2023. |
| 4                | 4                  | La Dolce Vita                           | Петар Ристовски                 | Владимир Ћосић и Петар Ристовски | 19. новембар 2023. |
| 5                | 5                  | Барут и хероин                          | Петар Ристовски и Дејан Зечевић | Владимир Ћосић и Петар Ристовски | 25. новембар 2023. |
| 6                | 6                  | Зурење у амбис                          | Петар Ристовски и Дејан Зечевић | Владимир Ћосић и Петар Ристовски | 26. новембар 2023. |
| 7                | 7                  | Oчеви и мајке                           | Петар Ристовски                 | Владимир Ћосић и Петар Ристовски | 2. децембар 2023.  |
| 8                | 8                  | Парада поноса (1. део)                  | Петар Ристовски                 | Владимир Ћосић и Петар Ристовски | 3. децембар 2023.  |
| 9                | 9                  | Дан кад су преговарачи слагали (2. део) | Петар Ристовски                 | Владимир Ћосић и Петар Ристовски | 9. децембар 2023.  |
| 10               | 10                 | Змај                                    | Петар Ристовски                 | Владимир Ћосић и Петар Ристовски | 10. децембар 2023. |
| 11               | 11                 | Мала отмица међу пријатељима            | Петар Ристовски                 | Владимир Ћосић и Петар Ристовски | 16. децембар 2023. |
| 12               | 12                 | Вертеров ефекат                         | Петар Ристовски                 | Владимир Ћосић и Петар Ристовски | 17. децембар 2023. |

### 2. сезона (2026)
Тунел (2. сезона)